# Sindrome di Apert
La sindrome di Apert o acrocefalosindattilia ereditaria è un disordine congenito raro a carattere ereditario autosomico dominante e penetranza completa.
Mutazione Cys755Gly in eterozigosi. Cromosoma 10q26.

## Epidemiologia
L'incidenza della malattia è 1:65 000 alla nascita.

## Eziologia
La Sindrome di Apert è legata ad un'alterazione nell'embriogenesi degli archi brachiali ed è dovuta a un difetto a carico del gene che codifica per il recettore 2 per l'FGF (fattore di crescita per i fibroblasti) mappato sul cromosoma 10.

## Clinica
Descritta per la prima volta da E. Apert nel 1906 è caratterizzato clinicamente da: brachicefalia, esoftalmo asimmetrico associato a ptosi palpebrale e sindattilia anche totale (mano a cucchiaio, chele). I padiglioni auricolari hanno spesso sede di inserzione bassa e asimmetrica; è presente ipoacusia (di tipo trasmissivo) di grado lieve o medio, malformazioni a carico del palato (palatoschisi) e alterazioni della dentatura sono frequenti. È presente spesso un ritardo mentale.
La diagnosi differenziale va posta nei confronti della sindrome di Crouzon, della sindrome di Pfeiffer e della sindrome di Saethre-Chotzen.